# Dragoș Coman (Schwimmer)
Dragoș Cristian Coman (* 16. Oktober 1980 in Bukarest) ist ein ehemaliger rumänischer Schwimmer. Er erschwamm bei Weltmeisterschaften je eine Bronzemedaille auf der 50-Meter-Bahn und auf der 25-Meter-Bahn. Bei Europameisterschaften gewann er zwei Silber- und sechs Bronzemedaillen.

## Sportliche Karriere
Der 1,76 Meter große Dragoș Coman startete für CSA Steaua Bukarest.
Seine internationale Karriere begann 1999 bei den Europameisterschaften in Istanbul. Coman schlug über 400 Meter Freistil als Dritter an hinter dem Briten Paul Palmer und dem Italiener Emiliano Brembilla. Über 1500 Meter Freistil erschwamm Coman die Silbermedaille hinter dem Ukrainer Ihor Snitko. Die rumänische 4-mal-200-Meter-Freistilstaffel mit Nicolae Ivan, Ștefan Gherghel, Răzvan Florea und Dragoș Coman belegte den fünften Platz mit vier Sekunden Rückstand auf die drittplatzierten Russen. Im Juli 2000 bei den Europameisterschaften in Helsinki siegte Brembilla auf der 400-Meter-Strecke vor Coman und Palmer. Über 1500 Meter siegte der Ukrainer Ihor Tscherwynskyj vor Brembilla und Coman. Die 4-mal-200-Meter-Freistilstaffel mit Coman, Cezar Bădiță, Ghergel und Ivan belegte wie im Jahr zuvor den fünften Platz. Im September 2000 bei den Olympischen Spielen in Sydney belegte Coman den fünften Platz über 400 Meter Freistil mit 0,38 Sekunden Rückstand auf den drittplatzierten Klete Keller aus den Vereinigten Staaten. Über 200 Meter Freistil belegte Coman den 17. Platz in den Vorläufen und verfehlte das Halbfinale um eine Zehntelsekunde. Die 4-mal-200-Meter-Freisitlstaffel mit Cezar Bădiță, Dragoș Coman, Răzvan Florea und Ștefan Gherghel verpasste den Finaleinzug als Vorlaufneunte um eine halbe Sekunde. Schließlich wurde Coman auch Vorlaufneunter über 1500 Meter Freistil, hier fehlten zum Finaleinzug 0,35 Sekunden.
Im Juli 2001 bei den Weltmeisterschaften in Fukuoka erreichte Coman nur das Finale über 400 Meter Freistil und belegte dort den sechsten Rang. Über 800 Meter Freistil wurde er 11. der Vorläufe und über 1500 Meter Freistil 13. der Vorläufe. Einen Monat später bei der Universiade in Peking erschwamm Coman die Silbermedaille über 400 Meter Freistil hinter Ihor Snitko. 2002 bei den Europameisterschaften in Berlin erkämpfte Coman die Bronzemedaille über 400 Meter Freistil hinter den beiden Italienern Emiliano Brembilla und Massimiliano Rosolino. Über 1500 Meter Freistil schlug Coman als Vierter 0,21 Sekunden hinter dem drittplatzierten Ihor Tscherwynskyj an. Ebenfalls Vierter wurde Coman mit der 4-mal-200-Meter-Freistilstaffel.
Im Juli 2003 bei den Weltmeisterschaften in Barcelona erreichten die beiden Australier Ian Thorpe und Grant Hackett die ersten beiden Plätze über 400 Meter Freistil, dahinter schlug Coman als Dritter vor Rosolino an. Über 800 Meter Freistil wurde Coman Fünfter mit vier Sekunden Rückstand auf den drittplatzierten Tscherwynskyj. Über 200 Meter Freistil und über 1500 Meter Freistil schied Coman im Vorlauf aus. Einen Monat später bei der Universiade in Daegu belegte Coman den dritten Platz über 400 Meter Freistil und den sechsten Platz über 800 Meter Freistil. Im Mai 2004 bei den Europameisterschaften in Madrid gewann Brembilla den Titel über 400 Meter Freistil vor dem Russen Juri Prilikow, Coman schlug eine Hundertstelsekunde hinter Prilukow an. Über 1500 Meter Freistil siegte Prilukow vor Tscherwynskyj, Coman erschwamm seine zweite Bronzemedaille. Die rumänische 4-mal-200-Meter-Freistilstaffel verfehlte als Neunte des Vorlaufs den Finaleinzug. Bei den Olympischen Spielen in Athen schwamm Coman über 400 Meter Freistil die 16. Vorlaufzeit. Über 1500 Meter erreichte er den Endlauf und belegte den siebten Platz. Im Oktober 2004 trat Coman bei den Kurzbahnweltmeisterschaften 2004 in Indianapolis an. Er wurde zunächst Siebter über 400 Meter Freistil. Zwei Tage später über 1500 Meter Freistil erschwamm er die Bronzemdaille hinter Prilukow und dem Italiener Simone Ercoli.
2005 bei den Weltmeisterschaften in Montreal belegte Coman den fünften Platz über 400 Meter Freistil. Über 800 und 1500 Meter schied er jeweils im Vorlauf aus. Im Jahr darauf bei den Europameisterschaften 2006 in Budapest erreichte Coman nur das Finale über 1500 Meter und belegte dort den fünften Platz. Im März 2007 bei den Weltmeisterschaften in Melbourne verfehlte Coman auf allen drei langen Freisilstrecken den Finaleinzug. Im August bei der Universiade in Bangkok siegte Coman über 400 Meter Freistil, über 800 Meter Freistil wurde er Vierter und über 1500 Meter Freistil Achter. Im März 2008 bei den Europameisterschaften in Eindhoven wurde Coman Siebter über 400 Meter Freistil. Über 800 Meter Freistil erschwamm er die Bronzemedaille hinter dem Ungarn Gergő Kis und dem Italiener Samuel Pizzetti, wobei Coman nur 0,04 Sekunden vor dem viertplatzierten Spanier Marcos Rivera anschlug. Bei den Olympischen Spielen on Peking schied Coman über 400 Meter Freistil mit der 17. Vorlaufzeit aus. In seinem letzten großen internationalen Wettbewerb wurde er 28. der Vorläufe über 1500 Meter Freistil.